# 麥機智
麥機智（英語：Andrew Colin Macrae，1956年—），香港法官。現任香港特別行政區高等法院上訴法庭副庭長。

## 簡介
麥機智於1956年在英國出生，1978年在英國杜倫大學取得（榮譽）文學士學位。1979年通過倫敦律師學院的大律師專業試，獲中殿律師學院頒發邱吉爾奬學金，同年取得英格蘭及威爾斯大律師資格。他其後再於1983年及2004年分別取得香港和汶萊大律師資格，於1999年獲委任為資深大律師。
麥機智於1982年至1983年間任職於前律政署，其後離任轉為私人執業直至2010年。2002年至2003年期間，他獲委任為高等法院原訟法庭暫委法官，2006年至2010年間獲委任為高等法院原訟法庭特委法官。他於2010年獲委任為高等法院原訟法庭法官，2013年獲委任為高等法院上訴法庭法官。
2018年，麥機智獲委任為高等法院上訴法庭副庭長，於2018年4月23日起履新。

## 年表
- 英國對衡大學取得（榮譽）文學士學位 （1978年）
- 倫敦律師學院的大律師專業試（1979年）
- 英國大律師資格（1979年）
- 香港大律師資格（1983年）
- 香港資深大律師（1999年）
- 汶萊大律師資格（2003年）
- 香港高等法院原訟法庭暫委法官（2002年－2003年）
- 香港高等法院原訟法庭特委法官（2006年－2010年）
- 香港高等法院原訟法庭法官（2010年－2013年）
- 香港高等法院上訴法庭法官（2013年－2018年）[2]
- 香港高等法院上訴法庭副庭長（2018年至今）